# Mohamed Amsif
Mohamed Amsif (ur. 7 lutego 1989 w Düsseldorfie) – marokański piłkarz niemieckiego pochodzenia występujący na pozycji bramkarza w klubie FUS Rabat.

## Kariera klubowa
Amsif jest wychowankiem TuRU Düsseldorf, w którym występował do 2001. Następnie grał dla DSV 04 Lierenfeld i Wuppertaler SV, aż wreszcie w 2005 trafił do FC Schalke 04, gdzie terminował jako junior i zawodnik rezerw, nigdy jednak nie zadebiutował w barwach pierwszego zespołu. Mając nikłe szanse na grę w 2010 zdecydował się odejść do FC Augsburg. W latach 2014–2016 grał w 1. FC Union Berlin. Latem 2016 przeszedł do IR Tanger.

## Kariera reprezentacyjna
Amsif ma za sobą grę w młodzieżowych reprezentacjach Niemiec do lat 18, do lat 19 i do lat 20. W 2011 roku zdecydował się zmienić barwy narodowe i zadebiutował w kadrze Maroka.

## Statystyki kariery klubowej
| Sezon     | Klub               | Kraj   | Liga                | Mecze | Gole |
| --------- | ------------------ | ------ | ------------------- | ----- | ---- |
| 2008/2009 | FC Schalke 04 II   | Niemcy | Regionalliga Zachód | 12    | 0    |
| 2008/2009 | FC Schalke 04      | Niemcy | Bundesliga          | 0     | 0    |
| 2009/2010 | FC Schalke 04 II   | Niemcy | Regionalliga Zachód | 11    | 0    |
| 2009/2010 | FC Schalke 04      | Niemcy | Bundesliga          | 0     | 0    |
| 2010/2011 | FC Augsburg        | Niemcy | 2. Bundesliga       | 2     | 0    |
| 2011/2012 | FC Augsburg        | Niemcy | Bundesliga          | 6     | 0    |
| 2012/2013 | FC Augsburg        | Niemcy | Bundesliga          | 17    | 0    |
| 2013/2014 | FC Augsburg        | Niemcy | Bundesliga          | 2     | 0    |
| 2014/2015 | 1. FC Union Berlin | Niemcy | 2. Bundesliga       | 6     | 0    |
| 2015/2016 | 1. FC Union Berlin | Niemcy | 2. Bundesliga       | 0     | 0    |
| 2016/2017 | IR Tanger          | Maroko | Botola              | 24    | 0    |
| 2017/2018 | FUS Rabat          | Maroko | Botola              | 20    | 0    |